# クラウド郡 (カンザス州)
クラウド郡（英: Cloud County）は、アメリカ合衆国カンザス州の北部に位置する郡である。2010年国勢調査での人口は9,533人であり、2000年の10,268人から7.2%減少した。郡庁所在地はコンコーディア市（人口5,395人）であり、同郡で人口最大の都市でもある。

## 歴史

### 19世紀
クラウド郡は当初「シャーリー郡」と名付けられていたが、後にウィリアム・F・クラウドに因んで「クラウド郡」と改名された。
クラウド郡はリパブリック郡とクラウド郡の合同会議において現存するワシントン郡から形成された。法的には1866年9月6日に組織化され、エルククリークが暫定的郡庁所在地に指定された。
1887年、アッチソン・トピカ・アンド・サンタフェ鉄道が州内ネバ（ストロングシティの西3マイル (5 km)）からネブラスカ州スーピアリアまでの支線を建設した。この支線はストロングシティ、ネバ、ロックランド、ダイアモンドスプリングス、バーディック、ロストスプリングス、ジェイコブス、ホープ、ナバーレ、エンタープライズ、アビリーン、タルマージ、マンチェスター、ロングフォード、オークヒル、クラウド郡ミルトンベール、クラウド郡オーロラ、クラウド郡ハッシャー、クラウド郡コンコーディア、カックレー、コートランド、ウェバーを結びネブラスカ州のスーピアリアを繋いだ。ある時点でネバからロストスプリングスまでの線路は撤去されたが、通行権は放棄されなかった。この支線は当初、「ストロングシティ・アンド・スーピアリア線」と呼ばれたが、後に短縮されて「ストロングシティ線」となった。1996年、アッチソン・トピカ・アンド・サンタフェ鉄道はバーリントン・ノーザン鉄道と合併し、現在のBNSF鉄道となっている。地元の人間は現在でもこの線を「サンタフェ鉄道」と呼んでいる。

## 法と政府
クラウド郡はアルコールを禁じる、すなわち「ドライ」の郡だったが、1986年にカンザス州憲法が修正され、1998年になって住民は投票で個人が嗜むアルコール飲料の販売を承認した。ただし、食料販売量の30%までという制限が付いた。。

## 地理
アメリカ合衆国国勢調査局に拠れば、郡域全面積は718.47平方マイル (1,860.8 km2)であり、このうち陸地は715.63平方マイル (1,853.5 km2)、水域は2.84平方マイル (7.4 km2)で水域率は0.40%である。

### 地形の特徴
リパブリカン川が郡内を通り、北のリパブリカン郡に入ってから東のクレイ郡に抜けている。ソロモン川は郡南西部を横切り、ミッチェル郡からオタワ郡に抜けている。ジェームズタウン湖の一部が郡北西部にあり、一部はリパブリック郡南西部に入っている。

### 主要高規格道路
- アメリカ国道81号線、南北方向、コンコーディアを通り、北のベルビルと南のサライナを繋ぐ
- アメリカ国道24号線、郡南部、クレイセンターから西のベロイトを繋ぐ
- カンザス州道9号線
- カンザス州道28号線
- カンザス州道189号線
- カンザス州道194号線

### 隣接する郡
- リパブリック郡 - 北
- ワシントン郡 - 北東
- クレイ郡 - 東
- オタワ郡 - 南
- ミッチェル郡 - 西
- ジュエル郡 - 北西

## 人口動態

人口ピラミッド

以下は2000年の国勢調査による人口統計データである。
| 基礎データ - 人口: 10,268人 - 世帯数: 4,163 世帯 - 家族数: 2,697 家族 - 人口密度: 6人/km2（14人/mi2） - 住居数: 4,838軒 - 住居密度: 3軒/km2（7軒/mi2） 人種別人口構成 - 白人: 98.30% - アフリカン・アメリカン: 0.34% - ネイティブ・アメリカン: 0.25% - アジア人: 0.25% - その他の人種: 0.13% - 混血: 0.73% - ヒスパニック・ラテン系: 0.60% 年齢別人口構成 - 18歳未満: 22.4% - 18-24歳: 10.4% - 25-44歳: 21.9% - 45-64歳: 22.2% - 65歳以上: 23.2% - 年齢の中央値: 41歳 - 性比（女性100人あたり男性の人口） - 総人口: 90.6 - 18歳以上: 86.6 | 世帯と家族（対世帯数） - 18歳未満の子供がいる: 27.1% - 結婚・同居している夫婦: 55.1% - 未婚・離婚・死別女性が世帯主: 6.6% - 非家族世帯: 35.2% - 単身世帯: 30.8% - 65歳以上の老人1人暮らし: 15.9% - 平均構成人数 - 世帯: 2.31人 - 家族: 2.89人 収入と家計 - 収入の中央値 - 世帯: 31,758米ドル - 家族: 39,745米ドル - 性別 - 男性: 27,166米ドル - 女性: 20,114米ドル - 人口1人あたり収入: 17,536米ドル - 貧困線以下 - 対人口: 10.8% - 対家族数: 6.4% - 18歳未満: 12.1% - 65歳以上: 8.7% |

## クラウド郡出身の人物

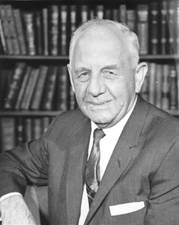
フランク・カールソン、第30代カンザス州知事、コンコーディアを故郷と呼んだ、フランク・カールソン図書館は彼に因む

フランク・カールソンは第30代カンザス州知事とカンザス州アメリカ合衆国下院議員および同上院議員を務めた政治家である。コンコーディア市を故郷と呼んだ。

## 都市と町

### 法人化された都市
都市名の後の数字は2010年国勢調査での人口を示す。
- コンコーディア, 5,395 - 郡庁所在地
- クライド, 716
- グラスコ, 498
- ミルトンベール, 539
- ジェームズタウン, 286
- シンプソン, 86、大部分はミッチェル郡内
- オーロラ, 60

## その他の町
| - エイムズ - コモ - クック - クール - ハナム - ホリス - ハッシャー - ローレンスバーグ - メイシービル - メレディス | - マイナーズビル - ネルソン - オネオンタ - プリンスビル - ライス - ロサコ - セントジョゼフ - シブリー - サルファースプリングス - ユマ |

### 郡区
クラウド郡は18の郡区に分けられている。コンコーディア市は「政治的に独立」とは見なされ、下記郡区の数字からは外されている。下表で「人口中心」は最大都市であり、特に大きな数字でなければ、郡区の人口に含まれるものである。
| 郡区 | FIPSコード | 人口中心 | 人口 | 人口密度 /km2 (/sq mi) | 陸地面積 km2 (sq mi) | 水域 km2 (sq mi) | 水域率(%) | 座標                                                              |
| --- | ---------- | -------- | ---- | ---------------------- | -------------------- | ---------------- | --------- | ----------------------------------------------------------------- |
| アリオン                                                                                                | 02275      |          | 105  | 1 (3)                  | 94 (36)              | 0 (0)            | 0.06%     | 北緯39度28分28秒 西経97度44分42秒 / 北緯39.47444度 西経97.74500度 |
| オーロラ                                                                                                | 03450      |          | 169  | 2 (5)                  | 94 (36)              | 0 (0)            | 0.03%     | 北緯39度26分27秒 西経97度32分2秒 / 北緯39.44083度 西経97.53389度  |
| バッファロー                                                                                            | 09100      |          | 119  | 1 (3)                  | 112 (43)             | 1 (0)            | 0.46%     | 北緯39度35分12秒 西経97度45分13秒 / 北緯39.58667度 西経97.75361度 |
| センター                                                                                                | 11625      |          | 172  | 1 (3)                  | 141 (54)             | 0 (0)            | 0 %       | 北緯39度26分51秒 西経97度38分45秒 / 北緯39.44750度 西経97.64583度 |
| コルファクス                                                                                            | 14775      |          | 49   | 1 (1)                  | 93 (36)              | 0 (0)            | 0.05%     | 北緯39度26分6秒 西経97度25分19秒 / 北緯39.43500度 西経97.42194度  |
| エルク                                                                                                  | 20150      |          | 845  | 12 (30)                | 72 (28)              | 1 (0)            | 1.08%     | 北緯39度35分51秒 西経97度24分16秒 / 北緯39.59750度 西経97.40444度 |
| グラント                                                                                                | 27525      |          | 479  | 5 (14)                 | 92 (35)              | 2 (1)            | 1.75%     | 北緯39度36分6秒 西経97度52分7秒 / 北緯39.60167度 西経97.86861度   |
| ローレンス                                                                                              | 38875      |          | 146  | 2 (4)                  | 93 (36)              | 1 (0)            | 1.22%     | 北緯39度36分18秒 西経97度32分41秒 / 北緯39.60500度 西経97.54472度 |
| リンカーン                                                                                              | 40525      |          | 378  | 6 (16)                 | 61 (24)              | 1 (0)            | 1.21%     | 北緯39度33分20秒 西経97度39分5秒 / 北緯39.55556度 西経97.65139度  |
| ライアン                                                                                                | 43425      |          | 103  | 1 (2)                  | 142 (55)             | 0 (0)            | 0.02%     | 北緯39度22分2秒 西経97度46分20秒 / 北緯39.36722度 西経97.77222度  |
| メレディス                                                                                              | 45925      |          | 77   | 1 (2)                  | 94 (36)              | 0 (0)            | 0.03%     | 北緯39度21分1秒 西経97度38分53秒 / 北緯39.35028度 西経97.64806度  |
| ネルソン                                                                                                | 49600      |          | 137  | 2 (4)                  | 91 (35)              | 0 (0)            | 0 %       | 北緯39度30分55秒 西経97度31分36秒 / 北緯39.51528度 西経97.52667度 |
| オークランド                                                                                            | 51750      |          | 52   | 1 (1)                  | 93 (36)              | 0 (0)            | 0.15%     | 北緯39度21分44秒 西経97度31分44秒 / 北緯39.36222度 西経97.52889度 |
| シャーリー                                                                                              | 65375      |          | 178  | 2 (4)                  | 110 (42)             | 1 (0)            | 0.60%     | 北緯39度32分47秒 西経97度26分5秒 / 北緯39.54639度 西経97.43472度  |
| シブリー                                                                                                | 65425      |          | 178  | 2 (5)                  | 92 (35)              | 1 (1)            | 1.45%     | 北緯39度36分54秒 西経97度42分5秒 / 北緯39.61500度 西経97.70139度  |
| ソロモン                                                                                                | 66250      |          | 664  | 5 (12)                 | 141 (54)             | 0 (0)            | 0 %       | 北緯39度21分49秒 西経97度51分34秒 / 北緯39.36361度 西経97.85944度 |
| スター                                                                                                  | 68050      |          | 653  | 7 (18)                 | 92 (36)              | 0 (0)            | 0.21%     | 北緯39度20分52秒 西経97度26分42秒 / 北緯39.34778度 西経97.44500度 |
| サミット                                                                                                | 69050      |          | 50   | 0 (1)                  | 139 (54)             | 0 (0)            | 0 %       | 北緯39度30分11秒 西経97度51分59秒 / 北緯39.50306度 西経97.86639度 |
| Sources: “Census 2000 U.S. Gazetteer Files”. U.S. Census Bureau, Geography Division. 2012年4月1日閲覧。 |            |          |      |                        |                      |                  |           |                                                                   |

## 教育

### 統一教育学区
- コンコーディア USD 333
  - コンコーディア中高等学校
  - コンコーディア中学校
- 南クラウド郡 USD 334
- クリフトン・クライド USD 224

### カレッジと大学
- クラウド郡コミュニティカレッジ

以前の教育機関
- ミルトンベール・ウェスレヤン・カレッジ（1972年閉校）
- コンコーディア師範学校（1876年閉校）
- コンコーディア実業カレッジ（1930年以降に閉校）